# BMW F 800 GT
Die BMW F 800 GT ist ein Motorrad des Fahrzeugherstellers BMW. Der Sporttourer wurde am 13. November 2012 auf der Zweiradmesse EICMA in Mailand präsentiert und von Ende 2012 bis Ende 2019 im BMW-Werk Berlin in Spandau endmontiert. Verkaufsbeginn war am 9. Februar 2013. Das Motorrad wird wie alle Modelle der F-Reihe von einem Rotax-Motor angetrieben, den BMW und Rotax gemeinsam entwickelten. Die Modellbezeichnung GT bedeutet Gran Turismo, der Werkscode lautet K71.

## Technische Daten

### Antrieb
Der wassergekühlte Zweizylindermotor erzeugt aus 798 cm³ Hubraum eine Nennleistung von 66 kW (90 PS) und ein maximales Drehmoment von 86 Nm bei einer Drehzahl von 5800 min−1 bei einem Verdichtungsverhältnis von 12 : 1.
Die zwei Zylinder des Reihenmotors haben eine Bohrung von 82 mm, die Kolben einen Hub von 75,6 mm. Der Zylinderkopf des Viertaktmotors hat zwei obenliegende Nockenwellen (DOHC), die über Schlepphebel zwei Einlass- und zwei Auslassventile steuern. 
Das Motorrad beschleunigt in 4,0 Sekunden von 0 auf 100 km/h und erreicht eine Höchstgeschwindigkeit von 224 km/h.

### Kraftübertragung
Die BMW F 800 GT hat einen Primärtrieb mit Zahnrädern, eine mechanisch betätigte Mehrscheibenkupplung im Ölbad und ein klauengeschaltetes Getriebe mit sechs Gängen. Das Hinterrad wird über einen Zahnriemen angetrieben.

### Elektrische Anlage
Die Starterbatterie hat eine Kapazität von 12 Ah und versorgt den elektrischen Anlasser. Die Lichtmaschine erzeugt eine elektrische Leistung von 400 Watt.

### Kraftstoffversorgung
Eine elektronische Kraftstoffeinspritzung mit digitaler Motorelektronik (BMS-K+) bildet das Kraftstoff-Luft-Gemisch.
Der durchschnittliche Kraftstoffverbrauch beträgt 4,3 Liter auf 100 km bei einer Geschwindigkeit von 120 km/h. Der Kraftstofftank ist unter der Sitzbank angeordnet und fasst 15 Liter, davon sind 3 Liter Reserve. Der Hersteller empfiehlt die Verwendung von bleifreiem Benzin mit einer Klopffestigkeit von mindestens 95 Oktan. Die Abgasnachbehandlung erfolgt durch einen geregelten Drei-Wege-Katalysator und unterschreitet die Schadstoffgrenzwerte der Abgasnorm Euro-3.

### Rahmen und Fahrwerk
Der Motorradrahmen ist ein Brückenrahmen aus Aluminium und das Fahrwerk hat hinten eine Einarmschwinge aus Aluminiumguss mit Zentralfederbein. Das Vorderrad wird von einer Teleskopgabel mit 43 mm Standrohrdurchmesser und 125 mm Federweg geführt. Am Vorderrad verzögert eine hydraulisch betätigte Doppelscheibenbremse mit Vierkolbenbremssattel, hinten eine Scheibenbremse mit Einkolbenschwimmsattel. Ein serienmäßiges Antiblockiersystem unterstützt die Verzögerung an beiden Bremsen. BMW bietet gegen Mehrpreis eine elektronische Fahrwerksanpassung (engl. Electronic Suspension Adjustment, ESA) und eine Antriebsschlupfregelung mit der Bezeichnung Automatische Stabilitäts Control (ASC) an.

### Modellentwicklung
Gegenüber dem Vorgängermodell BMW F 800 ST wurde die Nennleistung durch eine geänderte Motorabstimmung um 3,5 kW (5 PS) erhöht. Eine neue Vollverkleidung bietet einen verbesserten Wind- und Wetterschutz. Die maximale Zuladung wurde um 11 kg auf 207 kg erhöht. Die Felgen sind 820 Gramm leichter als die der BMW F 800 ST. Die Schwinge wurde um 50 mm verlängert, die Gabel um 15 mm verkürzt und die Sitzhöhe auf 800 mm verringert.

### Modellpflege
Im November 2016 wurde die BMW F 800 GT modellgepflegt. Dabei wurden folgende Änderungen vorgenommen:
- Anpassung an Abgasnorm Euro 4.
- Gasgriff mit Sensor zur Motorsteuerung.
- Fahrmodi „Rain“ und „Road“.
- Fahrmodus „Dynamic“ gegen Aufpreis.
- Instrumente mit Störungsmeldeleuchte, Anzeige der Fahrmodi und neuen Ziffernblättern.
- Neu gestalteter Schalldämpferabschluss.
- Neues Windschild mit mattiertem Modellschriftzug.
- Seitliche Modellschriftzüge in galvanisierter Optik.
- Neue Farben
  - Lightwhite
  - Blackstorm metallic
  - Gravityblue metallic matt

## Kritiken
„Letztlich ist die F 800 GT ein richtig guter Sporttourer, der bezüglich des Langstreckenkomforts und der Reisetauglichkeit ordentlich optimiert wurde, ohne den Grundcharakter der ST zu verfälschen. Guten Gewissens kann man den sportlichen Tourenfahrer auf die neue BMW setzen, die mit ihrem 15-Liter-Tank und dem vermutlich fast unverändert gebliebenen niedrigen Verbrauch einer erneuten Tour in den Süden mit anschließender Kurventurnerei als Allerletzte im Wege steht.“

„Was wiederum bestens dazu passt, dass sich die GT mit zunehmendem Tempo immer wohler fühlt. Sie ist kein Handling-Wunder, will und kann es auch gar nicht sein, doch wer sie mit klarer Ansage durch Winkelwerk führt, wird von ihrer Neutralität, Zielgenauigkeit und Schräglagenfreiheit sowie den bestens mit dem GT-Charakter harmonierenden Metzeler Z8 begeistert sein.“